# Écharnant
Écharnant est une ancienne commune française, située dans le département de la Côte-d'Or et la région Bourgogne-Franche-Comté.

## Histoire
La commune fusionne le 1er janvier 1857 avec la commune Montceau pour former Montceau-et-Écharnant.

## Administration
| Période | Période | Identité | Étiquette | Qualité |
| ------- | ------- | -------- | --------- | ------- |
|         |         |          |           |         |

## Démographie
| 1793 | 1800 | 1806 | 1821 | 1831 | 1836 | 1841 | 1846 | 1851 |
| ---- | ---- | ---- | ---- | ---- | ---- | ---- | ---- | ---- |
| 80   | 46   | 82   | 62   | lac. | lac. | lac. | lac. | lac. |

| 1856 | - | - | - | - | - | - | - | - |
| ---- | - | - | - | - | - | - | - | - |
| lac. | - | - | - | - | - | - | - | - |

Histogramme

(élaboration graphique par Wikipédia)